# ガンマ符号
ガンマ符号（がんまふごう）とは、P.Eliasによって開発された正の整数のための可変長符号である。
小さな数には短い符号語を、反対に大きな数には長い符号語を割り当てる。
その性質からLZB符号等で用いられている。

## 符号化の原理
対象となる正の整数の2進数表現をXとする。まず、Xの桁数より1つ少ない数だけ「0」を出力する。次に、Xをそのまま出力する。その結果がガンマ符号である。
| 対象となる数 | 2進数表現 | 出力    |
| ------------ | --------- | ------- |
| 1            | 1         | 1       |
| 2            | 10        | 010     |
| 3            | 11        | 011     |
| 4            | 100       | 00100   |
| 5            | 101       | 00101   |
| 6            | 110       | 00110   |
| 7            | 111       | 00111   |
| 8            | 1000      | 0001000 |
| 9            | 1001      | 0001001 |
| 10           | 1010      | 0001010 |

Xが大きな値(6ビット以上)であれば、デルタ符号のほうが短い符号語を出力することができる。